# دایموند (فیلم)
دایموند (انگلیسی: The Diamond) یک فیلم به کارگردانی مونتگومری تالی است که در سال ۱۹۵۴ منتشر شد.